# Ectoedemia commiphorella
Ectoedemia commiphorella là một loài bướm đêm thuộc họ Nepticulidae. Nó được miêu tả bởi Scoble năm 1978. Nó được tìm thấy ở Nam Phi (Nó đã dược miêu tả ở the Langjan Nature Reserve).
Ấu trùng ăn Commiphora pyracanthoides.